# Popillia brancucci
Popillia brancucci är en skalbaggsart som beskrevs av Guido Sabatinelli 1993. Popillia brancucci ingår i släktet Popillia och familjen Rutelidae. Inga underarter finns listade i Catalogue of Life.